# スターヒットショー
『スターヒットショー』は、1966年9月6日から同年9月27日までフジテレビ系列局で放送されていたフジテレビ製作の歌謡番組である。その後も1966年10月3日から1967年3月27日まで『エクスラン スターヒットショー』と題して放送されていた。

## 概要
毎回当時の人気歌手1人が別のゲストを従えて登場し、さまざまな歌を披露していた番組。特定の司会者を置かず、各回の出演歌手自身が司会を兼任するというスタイルを採っていた。
放送開始から1か月間は火曜19:30枠で放送されていたが、1966年秋の改編で同じく歌謡番組の『加山雄三アワー』が月曜20:00枠でスタートするのに合わせ、その直後の月曜20:30枠へ移動・改題。同時に日本エクスラン工業の一社提供番組になり、以後は『加山雄三アワー』とともに『ヤングパレード』という枠で括られて放送されていた。
『加山雄三アワー』が年内に打ち切られた後も番組は続いたが、結局半年で終了した。

## 放送時間
いずれも日本標準時。
- 火曜 19:30 - 20:00 （1966年9月6日 - 1966年9月27日）
- 月曜 20:30 - 20:56 （1966年10月3日 - 1967年3月27日）

## 備考
本番組以前に放送されていた日本エクスラン工業の提供番組は、親会社である東洋紡績（現・東洋紡）とのグループ単独提供になるのが通例だったが、本番組は日本エクスラン工業のみの提供で放送されていた。後に水曜19:30枠でスタートした『若さで歌おう ヤアヤアヤング!』でも同様の措置が取られていた。
| フジテレビ系列 火曜19:30枠                                                                | フジテレビ系列 火曜19:30枠                                      | フジテレビ系列 火曜19:30枠                                 |
| 前番組                                                                                    | 番組名                                                          | 次番組                                                     |
| ----------------------------------------------------------------------------------------- | --------------------------------------------------------------- | ---------------------------------------------------------- |
| まんがシンチョー （1966年4月5日 - 1966年8月30日）                                         | スターヒットショー （1966年9月6日 - 1966年9月27日）             | ロボタン（第1作） （1966年10月4日 - 1966年12月27日）       |
| フジテレビ系列 月曜20:30枠 【本番組の放送期間中のみ日本エクスラン工業一社提供枠】         |                                                                 |                                                            |
| 王さん東遊記 （1966年7月11日 - 1966年9月26日） ※20:00 - 20:56 【月曜22:00枠へ移動・縮小】 | エクスラン スターヒットショー （1966年10月3日 - 1967年3月27日） | 天下の青年 （1967年4月3日 - 1967年7月10日） ※20:00 - 20:56 |